# 2024 ve sportu
Toto je přehled sportovních událostí konaných v roce 2024.

## Multisportovní události
- Letní olympijské hry 2024
- Letní paralympijské hry 2024
- Zimní olympijské hry mládeže 2024

## Atletika
- Halové mistrovství světa v atletice 2024
- Mistrovství Evropy v atletice 2024

## Basketbal
- Euroliga v basketbalu žen 2023/2024
- Federální pohár v basketbalu žen 2024
- Ženská basketbalová liga 2023/2024
- Ženská basketbalová liga 2024/2025

## Cyklistika

### Cyklokros
- Mistrovství světa v cyklokrosu 2024
- Mistrovství České republiky v cyklokrosu 2024

### Silniční cyklistika
- Mistrovství světa v silniční cyklistice 2024
- Volta a la Comunitat Valenciana 2024
- Giro d'Italia 2024
- Tour de France 2024
- Vuelta a España 2024

## Florbal
- Mistrovství světa ve florbale mužů 2024 –  Finsko
- Mistrovství světa ve florbale žen do 19 let 2024 –  Švédsko
- Pohár mistrů 2024 – Muži:  Tatran Střešovice, Ženy:  Thorengruppen IBK
- Livesport Superliga 2023/2024 – ESA logistika Tatran Střešovice
- ČEZ Extraliga 2023/2024 – 1. SC TEMPISH Vítkovice

## Fotbal

### Svět
- Mistrovství světa v plážovém fotbale 2024
- Mistrovství Evropy ve fotbale 2024

### Evropské poháry
- Liga mistrů UEFA 2023/2024
- Evropská liga UEFA 2023/2024
- Evropská konferenční liga UEFA 2023/2024
- Superpohár UEFA 2024

### Národní ligy

#### Česko
- Fortuna:Liga 2023/2024
- Fortuna:Národní liga 2023/2024
- Česká fotbalová liga 2023/2024
- MOL Cup 2023/2024

## Házená
- Mistrovství Evropy v házené mužů 2024
- Mistrovství Evropy v házené žen 2024

- 1. liga národní házené mužů 2023/2024
- Česká extraliga v házené mužů 2023/2024
- Česká extraliga v házené mužů 2024/2025
- Česko-slovenská interliga v házené žen 2023/2024

## Hokejbal
- Mistrovství světa v hokejbalu 2024
- Mistrovství světa v hokejbalu žen 2024

- Extraliga hokejbalu 2023/2024
- Hokejbalová extraliga mužů 2023/2024
- Hokejbalová liga žen 2023/2024

## Lední hokej

### Svět
- Mistrovství světa v ledním hokeji 2024
- Mistrovství světa v ledním hokeji žen 2024
- Mistrovství světa juniorů v ledním hokeji 2024
- Mistrovství světa v para hokeji 2024

### Amerika
- National Hockey League 2023/2024

### Evropa
- Hokejová Liga mistrů 2023/2024

### Národní ligy

#### Česko
- Česká hokejová extraliga 2023/2024
- 1. česká hokejová liga 2023/2024
- 2. česká hokejová liga 2023/2024

## Lyžování

### Alpské lyžování
- Světový pohár v alpském lyžování 2023/2024
- Světový pohár v alpském lyžování 2024/2025

### Biatlon
- Mistrovství světa v biatlonu 2024
- Mistrovství světa v letním biatlonu 2024
- Mistrovství světa juniorů v biatlonu 2024
- Světový pohár v biatlonu 2023/2024
- Světový pohár v biatlonu 2024/2025
- Mistrovství Evropy v biatlonu 2024
- Mistrovství Evropy juniorů v biatlonu 2024
- IBU Cup 2023/2024
- IBU Cup 2024/2025

### Klasické lyžování
- Tour de Ski 2023/2024
- Tour de Ski 2024/2025

## Motoristické sporty
- Formule 1 v roce 2024
- Formule 2 v roce 2024
- Formule E 2023/2024
- Formule E 2024/2025
- F1 Academy v roce 2024
- IndyCar Series 2024
- Speedway Grand Prix 2024
- Rallye Dakar 2024
- Mistrovství světa v rallye 2024
- Mistrovství světa silničních motocyklů 2024
- Mistrovství světa superbiků 2024
- Mistrovství světa supersportů 2024

- Mistrovství České republiky v rallye 2024
- Mistrovství České republiky v závodech automobilů na okruzích 2024

## Orientační běh
- Mistrovství světa v orientačním běhu 2024
- Mistrovství světa juniorů v orientačním běhu 2024
- Akademické mistrovství světa v orientačním běhu 2024
- Mistrovství České republiky v orientačním běhu 2024

## Stolní tenis

### Afrika
- Mistrovství Afriky ve stolním tenise 2024

### Amerika
- Panamerické mistrovství ve stolním tenise 2024

### Asie
- Mistrovství Asie ve stolním tenise 2024

### Evropa
- Mistrovství Evropy ve stolním tenise 2024
- Mistrovství Evropy mládeže ve stolním tenise 2024
- Europe Top 16 Cup 2024

### Oceánie
- Mistrovství Oceánie ve stolním tenise 2024

### Svět
- Mistrovství světa družstev ve stolním tenise 2024
- Mistrovství světa mládeže ITTF 2024
- Světový pohár smíšených družstev ITTF 2024

## Šachy
- Mistrovství světa v šachu 2024

## Tenis

### Grand Slam
- Australian Open 2024
- French Open 2024
- Wimbledon 2024
- US Open 2024

### Týmové soutěže
- Davis Cup 2024
- Billie Jean King Cup 2024
- United Cup 2024

### Profesionální okruhy
- ATP Tour 2024
- ATP Challenger Tour 2024
- WTA Tour 2024
- WTA 125 2024

### Juniorský tenis
- Australian Open 2024 – čtyřhra juniorek
- Australian Open 2024 – čtyřhra juniorů
- Australian Open 2024 – dvouhra juniorek
- Australian Open 2024 – dvouhra juniorů
- US Open 2024 – čtyřhra juniorek
- Wimbledon 2024 – čtyřhra juniorek
- French Open 2024 – čtyřhra juniorů
- Wimbledon 2024 – čtyřhra juniorů
- French Open 2024 – dvouhra juniorek
- US Open 2024 – dvouhra juniorek
- French Open 2024 – dvouhra juniorů
- French Open 2024 – čtyřhra juniorek
- US Open 2024 – čtyřhra juniorů
- US Open 2024 – dvouhra juniorů
- Wimbledon 2024 – dvouhra juniorek
- Wimbledon 2024 – dvouhra juniorů

## Vodní sporty

### Kanoistika
- Světový pohár ve vodním slalomu 2024

### Plavání
- Mistrovství světa v plaveckých sportech 2024
- Mistrovství Evropy v plaveckých sportech 2024